# Rhamphomyia serpentata
Rhamphomyia serpentata är en tvåvingeart som beskrevs av Friedrich Hermann Loew 1856. Rhamphomyia serpentata ingår i släktet Rhamphomyia och familjen dansflugor. Inga underarter finns listade i Catalogue of Life.